# Christina Örnebjär
Christina Ingrid Örnebjär, född Andersson 1 mars 1979 i Skinnskatteberg, är en svensk politiker (liberal), som var ordinarie riksdagsledamot 2015–2018 för Örebro läns valkrets.
Örnebjär är lärare till yrket och har även varit oppositionsråd för Folkpartiet i Kumla kommun. 19 april 2015 efterträdde hon Johan Pehrson som riksdagsledamot.